# Петроярви (озеро, юго-западное)
Петроярви — озеро на территории Кестеньгского сельского поселения Лоухского района Республики Карелии.

## Общие сведения
Площадь озера — 1,1 км². Располагается на высоте 187,0 метров над уровнем моря.
Форма озера лопастная, продолговатая: оно вытянуто с запада на восток. Берега каменисто-песчаные, местами заболоченные.
Через озеро течёт река Охта, протекающая через цепочку озёр Тироярви → Петроярви → Еутсоярви → Охтанъярви (с притоками из озёр Мальвиайнен и Каллиоярви) и впадающая в озеро Пистаярви. Через последнее протекает река Писта, впадающая в озеро Верхнее Куйто.
К западу от озера проходит лесная дорога.
Код объекта в государственном водном реестре — 02020000811102000004401.